# Chevrolet Camaro (1966)
La Chevrolet Camaro I è un'autovettura costruita dalla casa automobilistica statunitense Chevrolet dal 1966 al 1969.

## Profilo e contesto

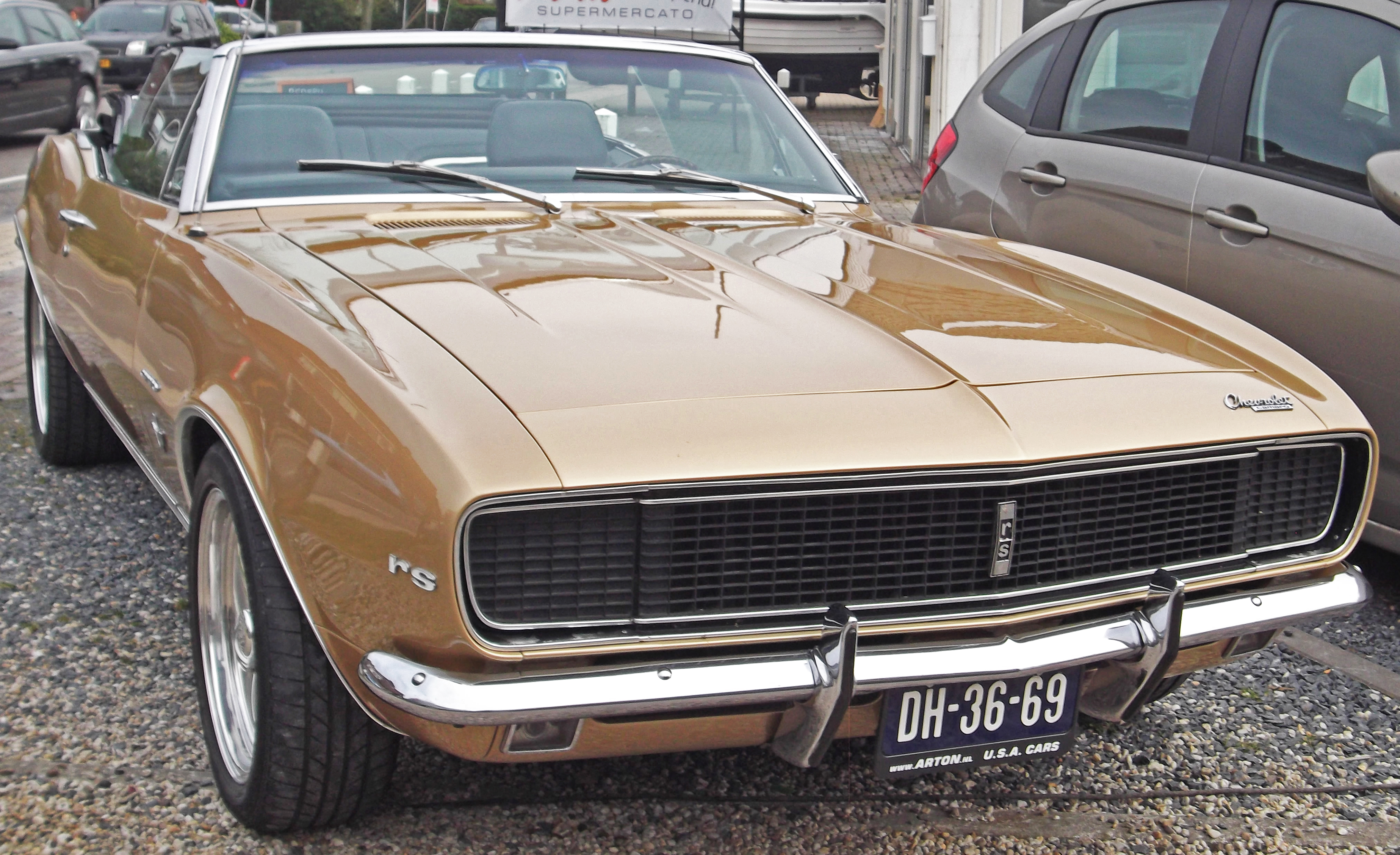
Camaro RS Convertible

Presentata alla stampa il 12 settembre 1966, la Camaro è una muscle car disponibile come coupé o cabriolet a due porte, creata sulla "piattaforma F" come concorrente della Ford Mustang. Le vendite iniziarono il 29 settembre 1966. Nell'anno 1966 sono state prodotte circa 90.000 Camaro. Nel 1967 la vettura rappresentava il 10% di tutte le vendite della Chevrolet e ne rappresentava il modello più popolare.
Fu la prima vettura della General Motors a essere testata nella galleria del vento. Basata sulla coeva Pontiac Firebird, con la stessa piattaforma con motore anteriore e trazione posteriore, la Camaro veniva offerta con motori a sei cilindri in linea e V8. 
Lo stile della carrozzeria della Camaro fu progettato dallo stesso team che progettò l'edizione del 1965 della Corvair. La Camaro condivideva il sottotelaio anteriore con la Chevrolet Nova del 1968. 
In soli tre anni di produzione, la prima generazione della Camaro è stata costruita in circa 700.000 esemplari.

## Versioni
Al lancio la versione base della Camaro era alimentata da un motore a 6 cilindri in linea da 3,8 litri da 140 CV (104 kW) a 4400 giri al minuto e 298 Nm di coppia a 1600 giri al minuto; c'erano anche un V8 da 5,4 litri e successivamente (nel gennaio 1969) un 5,0 litri, abbinati di serie a un cambio manuale.  

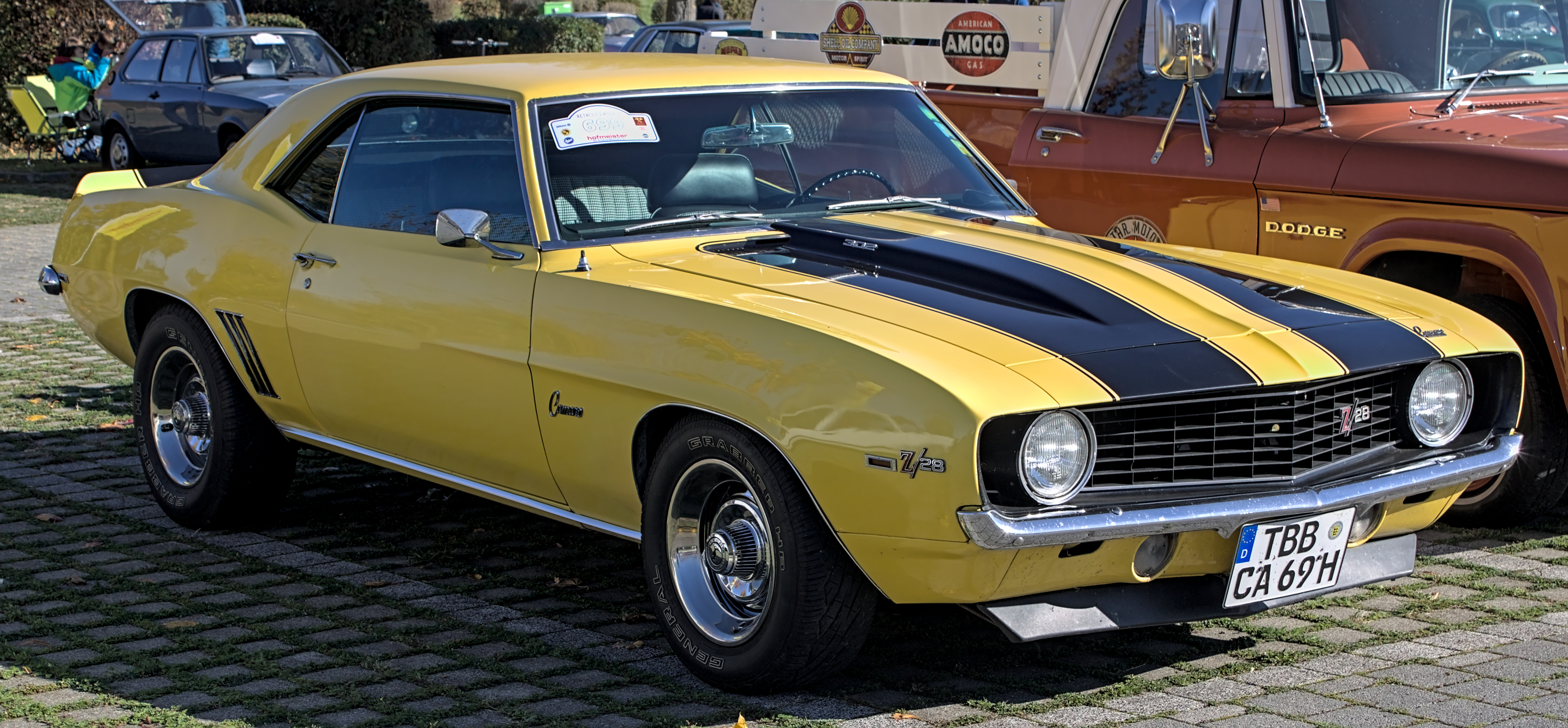
Camaro Z28

Alle varie motorizzazioni disponibili era possibile abbinare 3 pacchetti:
- RS: aveva un body kit estetico che includeva fari a scomparsa, luci posteriori riviste, stemmi RS e finiture esterne cromate.
- SS: abbinabile al V8 da 5,7 litri o 6,5 litri, includeva aggiornamenti e miglioramenti all'assetto per gestire la maggior potenza. La SS presentava prese d'aria sul cofano, strisce colorate e stemma SS.
- Z/28: venne progettato per competere nel campionato SCCA Trans-Am ed era abbinato a un V8 da 4,9 litri con trasmissione a 4 velocità, freni a disco anteriori con servofreno e due lunghe strisce lungo il cofano anteriore e il bagagliaio.

### Z/28
La Z/28 fu introdotta nel dicembre 1966. Questo pacchetto era abbinato a un motore V8 small-block da 4,9 litri che era stato progettato per le corse nella classe da 5 litri nell'allora competizione Trans-Am cone concorrente della Ford Mustang Boss 302. Aveva un albero motore modificato, un collettore di aspirazione in alluminio e un carburatore Holley a 4 corpi. La potenza era di 290 CV (216 kW) a 5300 giri al minuto. La Z/28 era dotata anche di sospensioni migliorate, servofreno con dischi anteriori e cambio manuale Muncie a rapporti accorciati con 4 marce.

## Evoluzione

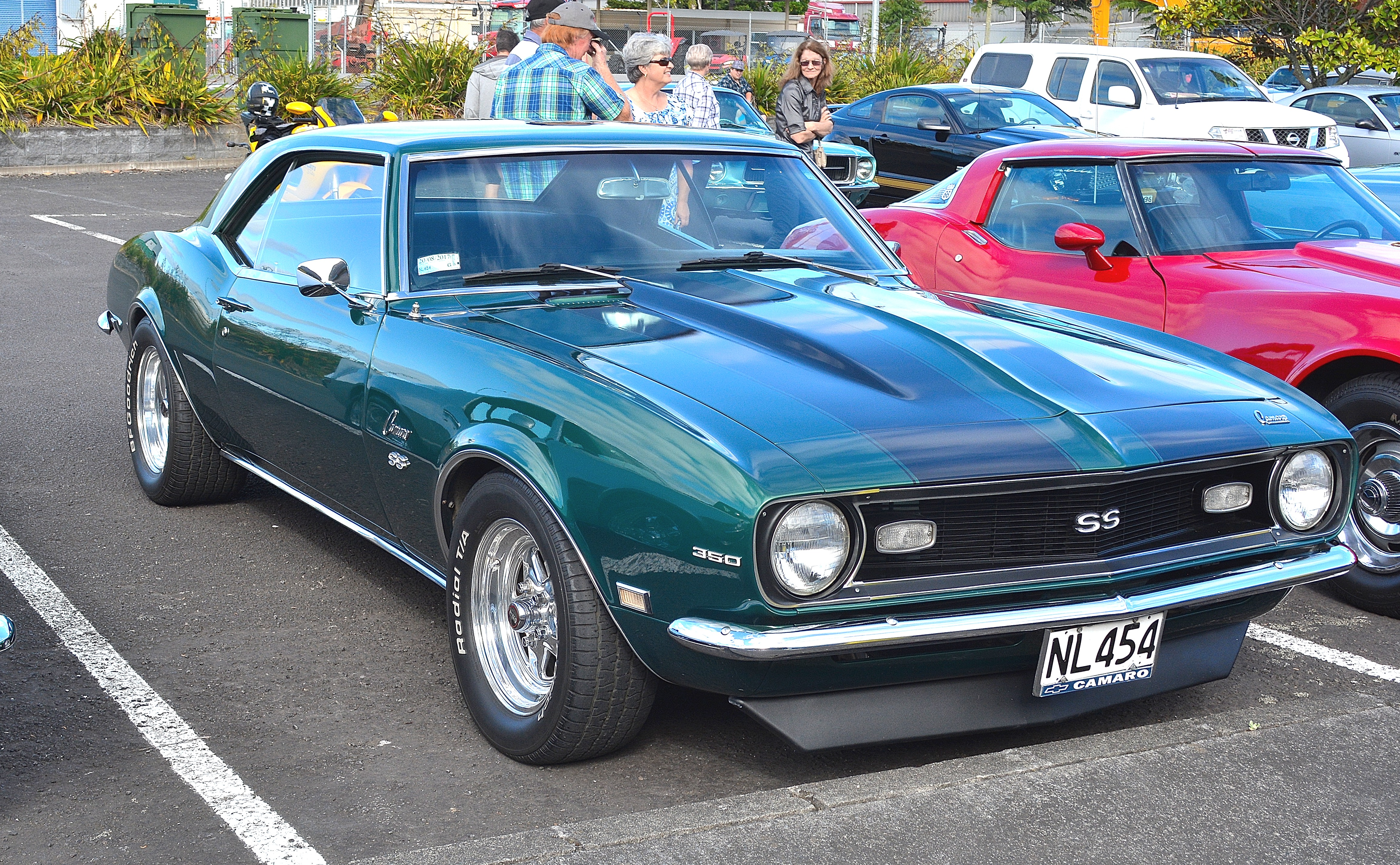
Camaro SS del 1968

Un primo aggiornamento della Camaro arrivò nel 1968, in cui furono aggiunte le luci di posizione laterali sui parafanghi anteriori e posteriori, come parte dei nuovi requisiti di sicurezza obbligatori omologativi per tutti i veicoli a partire da quell'anno. 
Inoltre aveva anche una griglia anteriore rivista più stretta con i fari anteriori (sui modelli non RS) che erano stati modificati e nuove luci posteriori.

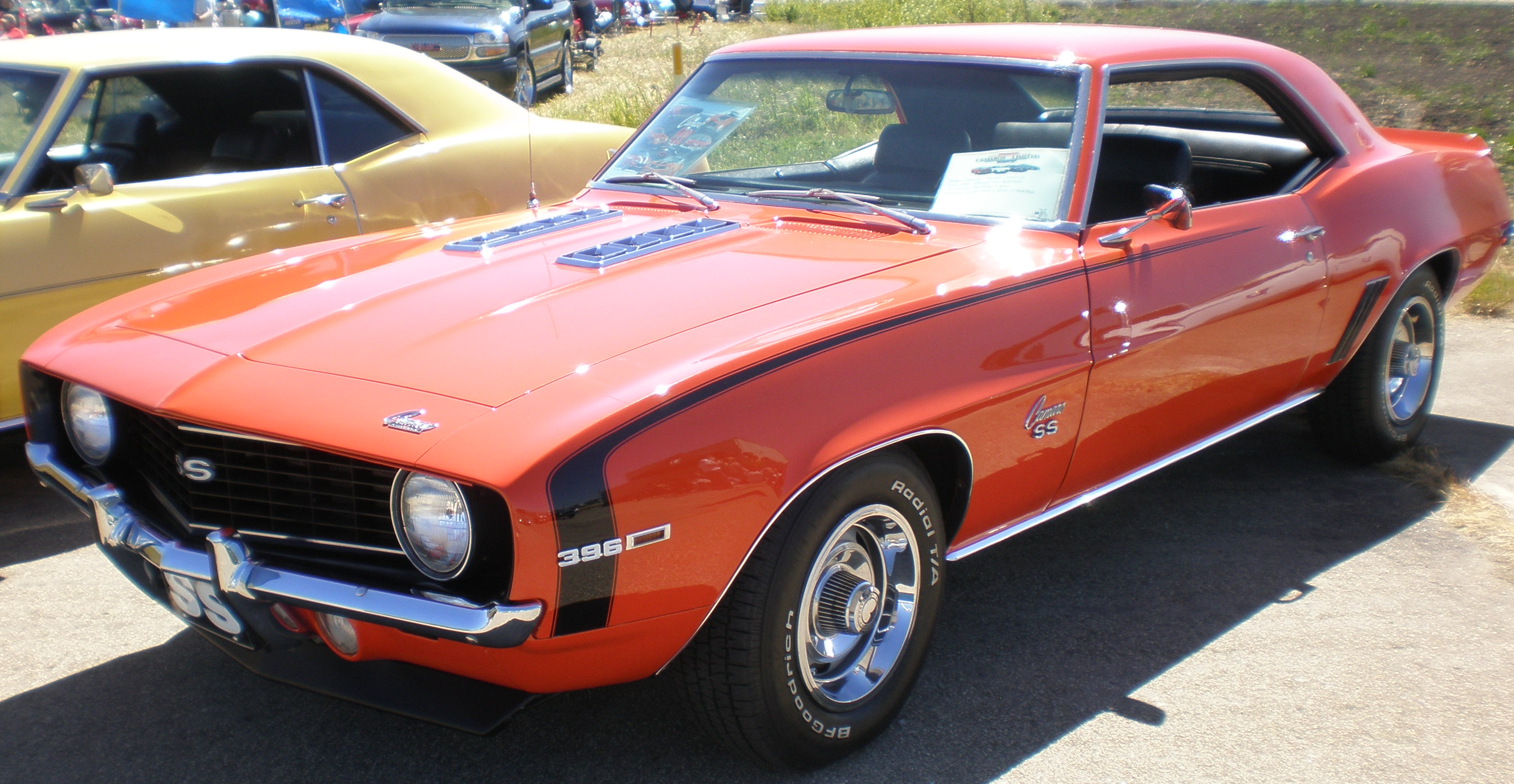
Camaro SS del 1969

Il montaggio dell'ammortizzatore posteriore venne modificato per risolvere alcuni problemi di stabilità e i modelli con prestazioni più elevate ricevettero delle balestre posteriori a più fogli in luogo di quelle precedenti a foglia singola. Venne aggiunto sulla SS un motore big block da 6,5 litri che produceva 350 CV (261 kW) a 5200 giri al minuto e 563 Nm di coppia a 3400 giri al minuto.
La Camaro del 1969 conservava la trasmissione dell'anno precedente e le principali componenti meccaniche, ma i lamierati della carrozzeria era nuovi, a eccezione del cofano del bagagliaio e del tetto. La griglia venne ridisegnata a forma di "V" e fari semicarenati furono incassati nella calandra.